# Гистией
Гистией (др.-греч. Ἱστιαῖος; казнён в 493 до н. э.) — сын Лисагора, в первые годы царствования персидского царя Дария Гистаспа был тираном греческого города Милета в Малой Азии. Так как интересы царя и тирана совпадали, то он остался верен персам во время похода Дария на скифов.
Когда Мильтиад предложил разрушить мост через Дунай, чтобы погубить персидское войско и тем освободить малоазиатских греков от персидского ига, Гистией воспротивился этому, напомнив другим тиранам, что они держатся в своих городах только благодаря персам. Предложение Мильтиада было отвергнуто и персидское войско было спасено от уничтожения скифами. За это он получил во владение богатые земли во Фракии. Милетский тиран развернул масштабное строительство на подаренной ему земле, чем обеспокоил персидского военачальника Мегабаза. Как только тот прибыл к Дарию, то согласно Геродоту сказал: «Царь! Что это ты сделал, разрешив этому дошлому и хитрому эллину построить город во Фракии? Там огромные корабельные леса и много [сосны] для вёсел, а также серебряные рудники. В окрестностях обитает много эллинов и варваров, которые, обретя в нём своего вождя, будут день и ночь выполнять его повеления. Не позволяй ему этого делать, иначе тебе грозит война в твоём собственном царстве».

Мегабазу удалось убедить Дария. После этого он вызвал Гистиея к себе. По прибытии милетского тирана царь запретил ему покидать своё окружение, наделив Гистиея почётным титулом «царского сотрапезника и советника»:
Гистией! Послал я за тобою вот почему. Как только я возвратился из Скифии и ты пропал с глаз моих, я вскоре почувствовал, что больше всего жалею о твоём отсутствии и о том, что не могу беседовать с тобой. Я убеждён, что высшее благо на земле — это мудрый и верный друг. То и другое я обрёл в тебе, и моя судьба подтверждает это [...] иди со мной в Сусы и там разделяй со мною как мой сотрапезник и советник, всё, что у меня есть
Тираном Милета был назначен Аристагор — зять и двоюродный брат Гистиея
Вскоре он стал томиться тоской по родине и, чтобы вырваться из Суз, письмом побудил своего преемника в Милете Аристагора поднять малоазиатских греков против персов, в надежде, что его пошлют в Ионию для подавления этого восстания. Действительно, его послали в Малую Азию, но он ничего не мог там сделать, потому что брат Дария, сатрап Артаферн, встретил его крайне недоверчиво, а милетцы — даже враждебно. Он ушел в Византий, потом подчинил себе Хиос и стал вести войну с персами, но был взят в плен и по приказу Артаферна распят на кресте в Сардах (493 год до н. э.).